# طواف ألميريا 2015
طواف ألميريا 2015 (بالإسبانية: Clásica de Almería 2015 )‏ هو سباق دراجات هوائية، وهو الموسم رقم 28 من نفس السباق، وأقيم في 15 فبراير 2015، وامتدّ لمسافة 185.9 كيلومتر، وهو أحد سباقات طواف أوروبا للدراجات 2015، وهو من نوع سباق يوم واحد وهو من نوع سباق الدراجات، وقد شارك في السباق 136 متسابقاً، ووصل إلى نهايته 123 متسابقاً.
فاز فيه بالمركز الأول مارك كافنديش، وبالمركز الثاني خوان خوسيه لوباتو، وبالمركز الثالث مارك رينشو، والفائز حسب ترتيب السرعة رومان سيكار، والفريق الفائز في ترتيب الفرق آي أيه إم 2015 ‏.

## الفرق
| فرق عالمية (8)- AG2R La Mondiale - Astana - Etixx-Quick Step - FDJ - IAM Cycling - Katusha - Movistar Team - Trek Factory Racing فرق قارية محترفة (10)- أندروني جوكاتولي-سيدرمك 2015 ‏ - Bora-Argon 18 - كاجا رورال-سيغوروس 2015 ‏ - CCC Development Team ‏ - Cofidis, Solutions Crédits - Europcar - MTN-Qhubeka - غازبروم روسفيلو ‏ - سبورت فلاندرين بالويس 2015 ‏ - UnitedHealthcare Pro Cycling (men's team) ‏ فرق قارية (2)- برجس بي إتش 2015 ‏ - موسم يوسكادي مورياس 2015 ‏ |  |
| |  |

## وصلات خارجية
- الموقع الرسمي
- طواف ألميريا 2015 على موقع إحصائيات الدراجات الإحترافية (الإنجليزية)